# Morosco Theatre
Il Morosco Theatre era un teatro di Broadway vicino a Times Square a New York dal 1917 al 1982. Ospitò molte produzioni importanti e la sua demolizione, insieme a quattro teatri adiacenti, fu controversa.

## Storia
Situato al 217 di West 45th Street, il Morosco Theatre è stato progettato dall'architetto Herbert J. Krapp per gli Shubert, che lo avevano costruito per Oliver Morosco, in segno di gratitudine per averli aiutati a rompere il monopolio del Theatrical Syndicate. Aveva circa 955 posti a sedere. Dopo un'anteprima solo su invito il 4 febbraio 1917, aprì al pubblico il 5 febbraio. La produzione inaugurale fu Canary Cottage, un musical con un libretto di Morosco e una partitura di Earl Carroll.
Gli Shubert persero l'edificio nella Grande depressione e la City Playhouses, Inc. lo acquistò all'asta nel 1943. Fu venduto nel 1968 alla Bankers Trust Company e, dopo un massiccio movimento di protesta "Save the Theatres", organizzato da vari attori ed altra gente di teatro, fallì, fu raso al suolo nel 1982, insieme al primo Helen Hayes (Fulton Theatre), al Bijou e ai resti dei teatri Astor e Gaiety; fu rimpiazzato dall'albergo di 49 piani Marriott Marquis e dal Marquis Theatre.

## Produzioni importanti

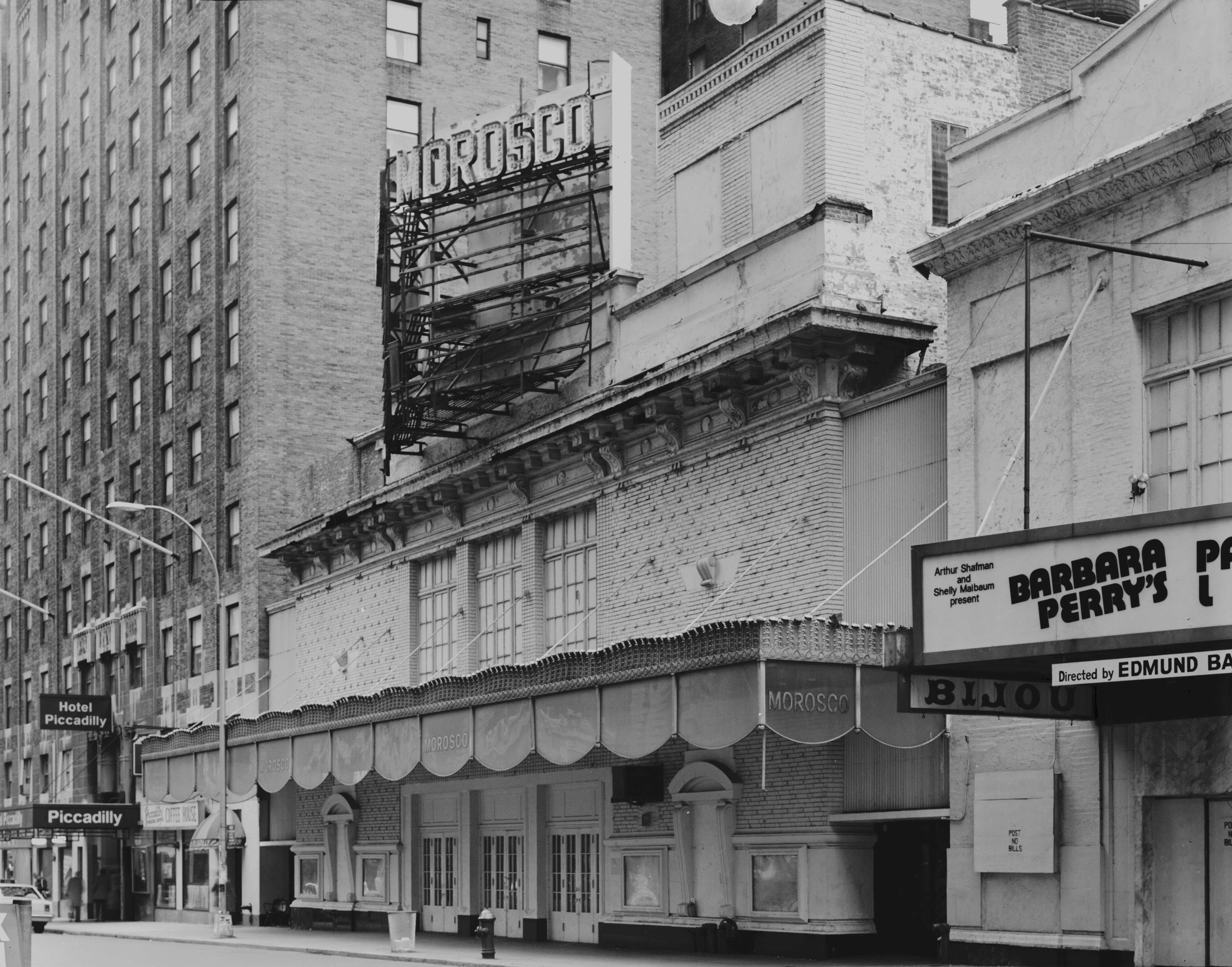
1981

- Billy Bishop Goes to War, musical su un asso dell'aria canadese. Scritto e composto da John MacLachlan Gray in collaborazione con Eric Peterson. Inaugurato il 29 maggio 1980. L'ultimo spettacolo del Morosco.
- Happy New Year, un adattamento musicale della commedia Holiday di Philip Barry con canzoni di Cole Porter, 1980
- The Lady From Dubuque di Edward Albee, 1980
- Da di Hugh Leonard, 1978
- Side By Side By Sondheim, un musical rivista, 1978
- Golda di William Gibson, 1977
- Prima dell'ombra di Michael Cristofer, 1977
- A Party with Betty Comden and Adolph Green, un musical rivista, 1977
- The Innocents di William Archibald, 1976
- Let My People Come di Earl Wilson Jr., 1976
- Estate e fumo di Tennessee Williams, 1976
- The Norman Conquests di Alan Ayckbourn, 1975
- In Praise of Love di Terence Rattigan, 1974
- Una luna per i bastardi di Eugene O'Neill, 1973
- The Changing Room di David Storey, 1973
- Butley di Simon Gray, 1972
- And Miss Reardon Drinks a Little di Paul Zindel, 1971
- Forty Carats di Jay Allen, 1968
- The Price di Arthur Miller, 1968
- Don't Drink the Water di Woody Allen, 1966
- Mary, Mary di Jean Kerr, 1964
- Alfie! di Bill Naughton, 1964
- Tre sorelle di Anton Chekhov, 1964
- Il treno del latte non ferma più qui di Tennessee Williams, 1963
- L'amaro sapore del potere di Gore Vidal, 1960
- La visita della vecchia signora di Friedrich Dürrenmatt, 1958
- Time Remembered di Jean Anouilh, 1957 – 1958
- Il maggiore Barbara di George Bernard Shaw, 1956
- La gatta sul tetto che scotta di Tennessee Williams, 1955
- Il profondo mare azzurro di Terence Rattigan, 1952
- Morte di un commesso viaggiatore di Arthur Miller, 1949
- La voce della tortora di John William Van Druten, 1943
- Spirito allegro una farsa di Noël Coward, con Clifton Webb, 1941
- Old Acquaintance di John Van Druten, 1940
- Piccola città di Thornton Wilder, 1938
- Spring Meeting di M.J. Farrell, 1938
- Casa di bambola di Henrik Ibsen, 1937
- Call It a Day di Dodie Smith, 1936
- Gold Eagle Guy di Melvin Levy, 1934
- Camille di Alexandre Dumas, fils, 1932
- Zio Vanja di Anton Chekhov, 1929
- Young Sinners di Elmer Blaney Harris, 1929
- Little Accident di Floyd Dell e Thomas Mitchell 1928
- La lettera di W. Somerset Maugham, 1927
- Craig's Wife di George Kelly, 1925
- Scaramouche di Rafael Sabatini, 1923
- Oltre l'orizzonte di Eugene O'Neill, 1920
- The Bat di Mary Roberts Rinehart e Avery Hopwood, 1920